# Marsalai
I marsalai sono esseri extraumani della religione degli Arapesh.
Questi sono localizzati in determinati punti del non abitato, ciascuno di essi possiede, oltre la propria dimora, un proprio nome, un aspetto ben definito e qualche caratteristica particolare, vi sono inoltre, due grandi marsalai della terra e del mare, che producono l'arcobaleno, i marsalai sono legati alle singole gens e ai territori che queste possiedono. 
Nessuno può cacciare sul territorio di una gens diversa dalla sua, se non viene ritualmente presentato da un suo membro al marsalai e agli antenati, i marsalai puniscono gli estranei che cacciano nel loro territorio, puniscono le donne mestruanti o incinte che vi entrano e puniscono infine chi trascura gli antenati.